# Hecatomno
Hecatomno (en griego antiguo: Ἑκατόμνος) era hijo de Hyssaldomus, gobernante local de Milasa, ciudad de Caria. En el 391 a. C., el rey persa Artajerjes II le nombró sátrapa de Caria. Con él empezó la dinastía hecatómnida que habría de gobernar Caria durante más de medio siglo. Poco tiempo después, Hecatomno, aprovechándose de los problemas a los que se veía enfrentado el rey (rebelión de Egipto y Chipre), empezó a acuñar moneda propia, símbolo de independencia. Sin embargo esta situación duró poco ya que Artajerjes ordenó al cario reclutar un ejército para enfrentarse a Evágoras I de Chipre. Hecatomno reunió 10 000 hombres y 100 navíos de guerra y se unió con el ejército del sátrapa de Lidia Autofradates. La guerra en el mar no fue exitosa. Hubo rumores de que Hecatomno había ofrecido a su enemigo ayuda económica.
Aunque esto pudo ser así, Artajerjes II recompensó posteriormente a Hecatomno con el gobierno de Mileto, el mayor enclave griego en Asia Menor. Parece que Hecatomno quedó fascinado por la cultura griega, llegando e enviar a Atenas a su hijo menor Pixodaro, aunque desde un punto de vista religioso se mantuvo cario.
Según el orador ateniense Isócrates, Hecatomno pensó en algún momento en la rebelión, pero nunca ejecutó su plan, manteniéndose fiel al rey aqueménida.
Falleció en el 377 a. C., siendo sucedido por su hijo Mausolo.